# Tokha Sarswoti
Tokha Sarswoti (nep. टोखा सरस्वती) – gaun wikas samiti w środkowej części Nepalu w strefie Bagmati w dystrykcie Katmandu. Według nepalskiego spisu powszechnego z 2001 roku liczył on 470 gospodarstw domowych i 2681 mieszkańców (1397 kobiet i 1284 mężczyzn).